# Barnes Foundation
Barnes Foundation (pol. Fundacja Barnesa) – galeria sztuki oraz centrum edukacyjne znajdujące się w miejscowości Filadelfia (USA). Fundację założył w 1922 Albert C. Barnes stawiając sobie za cel promocję rozwoju edukacji i rozbudzenie zainteresowania sztuką. Poprzednio galeria położona była na terenie arboretum o powierzchni 4,85 ha w specjalnie dla niej wzniesionym obiekcie. Posiada w swoich zbiorach jedną z największych na świecie kolekcji malarstwa okresu impresjonizmu, postimpresjonizmu i wczesnego modernizmu.
Galeria jest dostępna dla zwiedzających.

## Historia

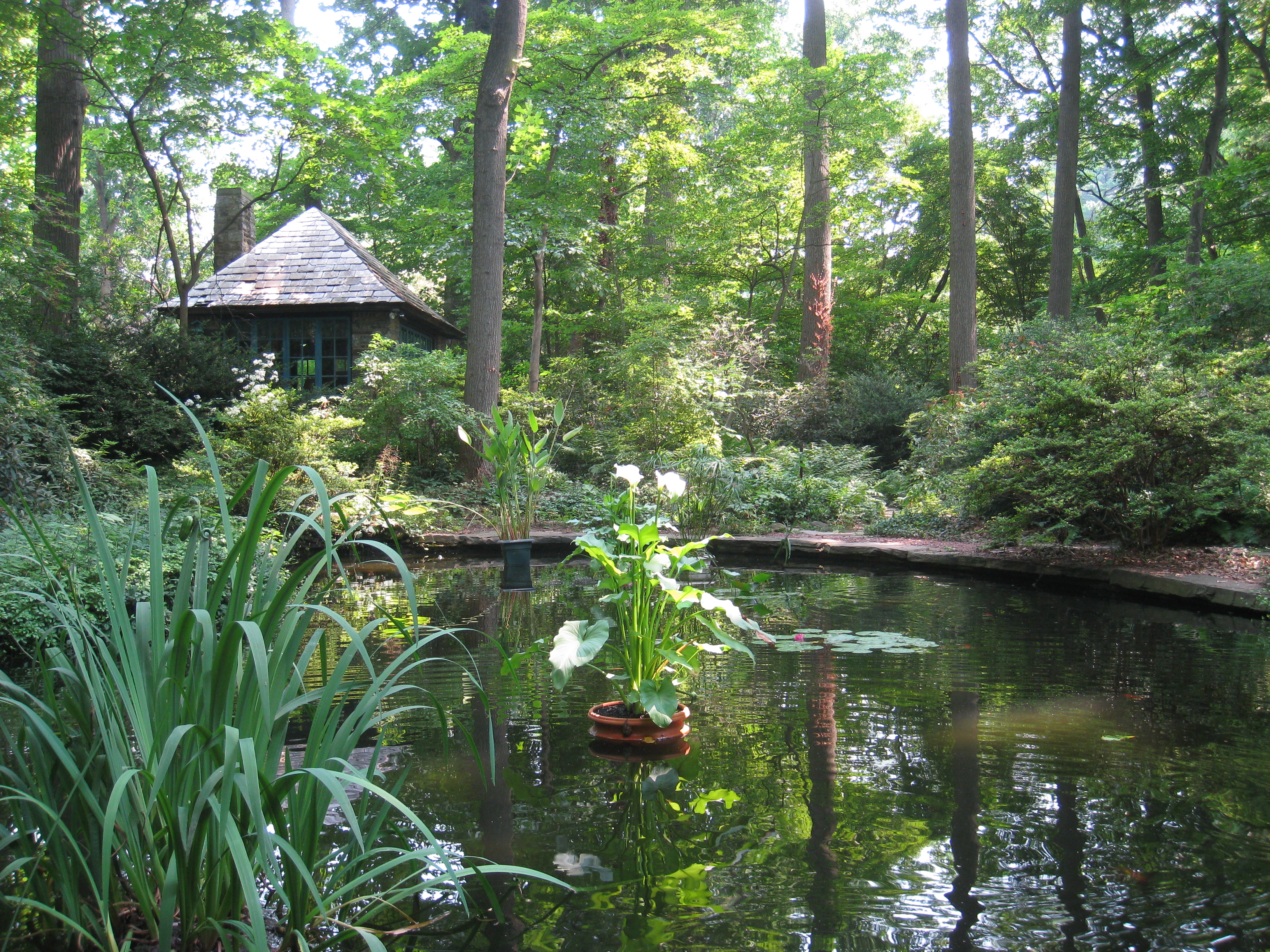
Arboretum Fundacji Barnesa

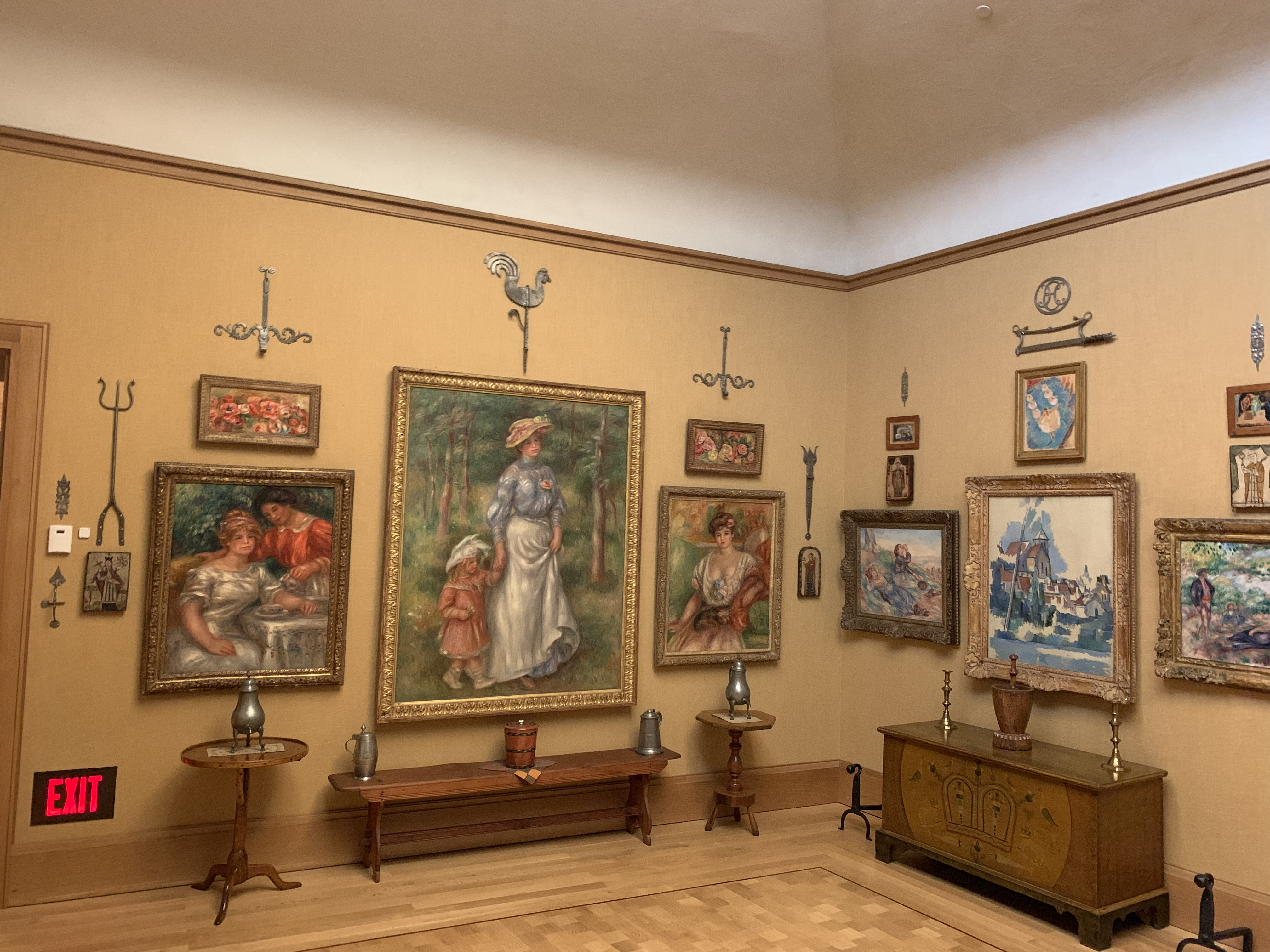
Wnętrze (fragment) galerii w nowym budynku

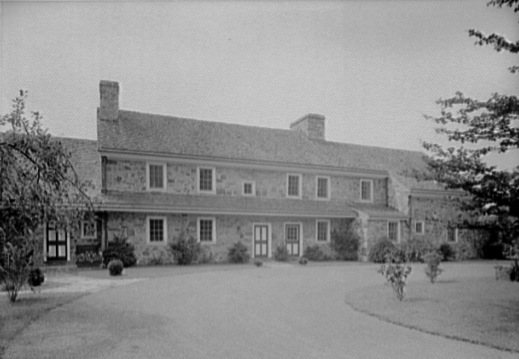
Dom farmerski Ker-Feal

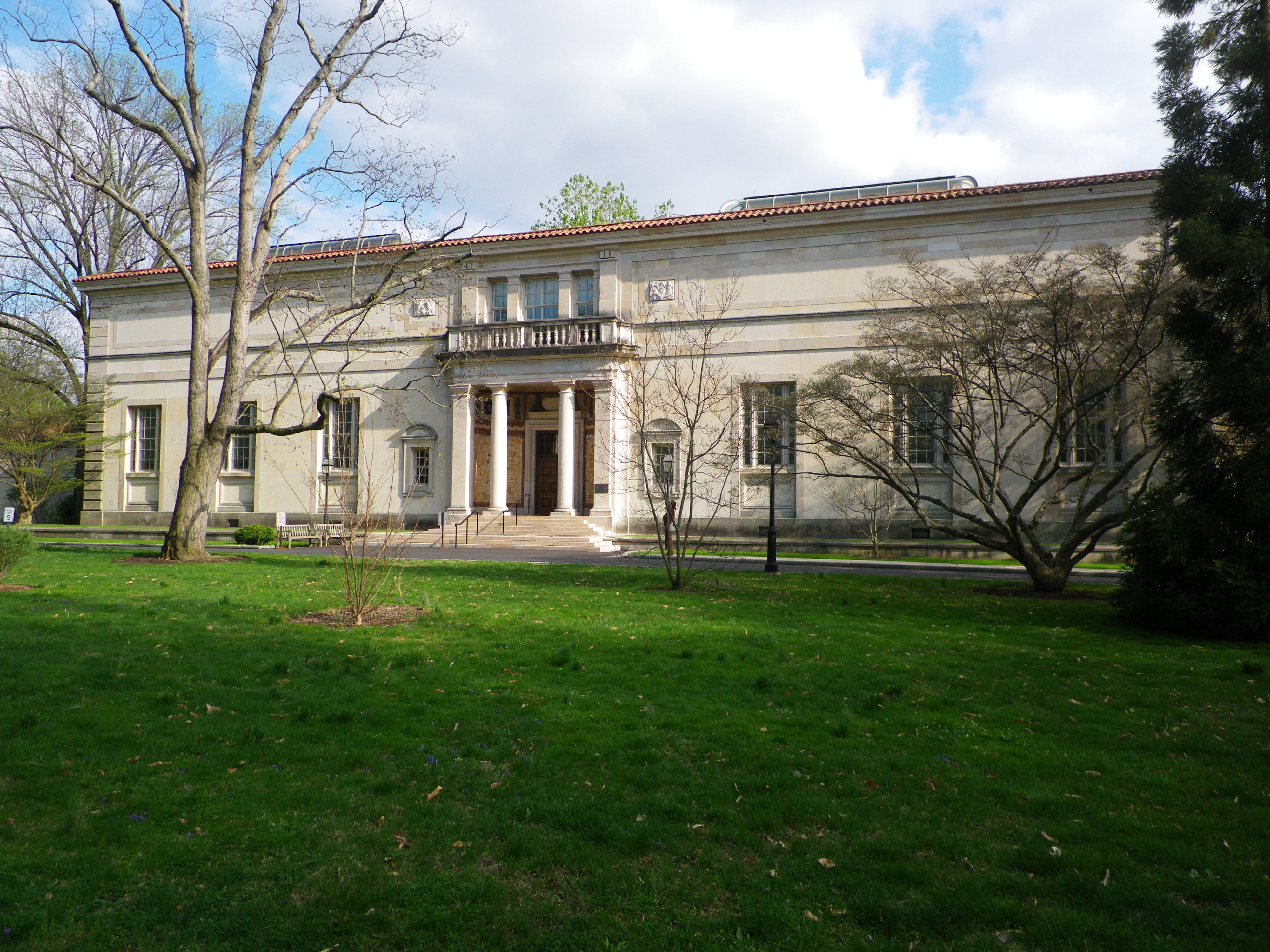
Dawny budynek galerii

Albert Coombs Barnes (1872–1951) urodził się na robotniczych przedmieściach Pensylwanii. W wieku lat 20 ukończył University of Pennsylvania Medical School. Studiował również chemię i farmakologię w Niemczech. Po powrocie do Ameryki wynalazł antyseptyczny preparat, Argyrol. W 1902 założył firmę Barnes & Hille, której pomyślny rozwój przyniósł mu w nadchodzących latach fortunę. Z czasem Barnes zainteresował się malarstwem i postanowił swoim zapałem zarazić pracowników swojej firmy, w której halach pojawiły się wkrótce obrazy Williama Glackensa, Ernesta Lawsona i Maurice’a Prendergasta.
W 1918 Barnes zaczął uczestniczyć w seminariach Johna Deweya organizowanych na Columbia University, poświęconych naukowemu sposobowi edukacji. Dewey i Barnes szybko się zaprzyjaźnili i zostali współpracownikami. Pod wpływem Deweya Barnes założył w 1922 fundację swego imienia, Barnes Foundation, mianując w roku następnym Deweya pierwszym dyrektorem fundacji ds. edukacji.
Jako uposażenie fundacji zakupił wraz z żoną Laurą niespełna 5-hektarowe arboretum w miasteczku Merion koło Filadelfii. Dotychczasowy jego właściciel, prawnik i ogrodnik Joseph Lapsley Wilson otrzymał posadę dyrektora arboretum i powiernika fundacji, które to funkcje sprawował aż do śmierci w 1928.
Do zaprojektowania galerii i rezydencji Barnes wynajął francuskiego architekta Paula Philippe’a Creta (1876–1945). Oba budynki zostały ukończone w 1925. Płaskorzeźby wykonał Jacques Lipchitz a dekoracje dachu firma Enfield Pottery.
W 1929 Barnes sprzedał firmę i postanowił całkowicie poświęcić się swojej fundacji i kolekcjonowaniu dzieł sztuki prowadząc przy tym działalność edukacyjną. Przedmiotem jego zainteresowań kolekcjonerskich stała się obok modernizmu również sztuka afrykańska, a także afroamerykańska. Wyrazem tego było czynne wspieranie artystów afroamerykańskich.
W 1940 Barnes nabył XVIII-wieczny dom farmerski w Chester County, w stanie Pensylwania, któremu nadał imię swojego ulubionego psa, „Ker-Feal”. Zachowując oryginalne wyposażenie przekształcił dom w muzeum antycznych mebli, amerykańskiej ceramiki i sztuki dekoracyjnej. W tym samym roku jego żona Laura założyła szkołę Barnes Arboretum School, żeby uczyć w niej ogrodnictwa, botaniki i architektury krajobrazu, a przy tym dostarczyć studentom możliwości zajęć praktycznych z żywymi roślinami pod okiem doświadczonych wykładowców z University of Pennsylvania i innych liczących się uczelni.

### Nowa siedziba
3 stycznia 2011 rozpoczęła się przeprowadzka zbiorów do nowej siedziby w Filadelfii przy Benjamin Franklin Parkway. Na początek ekipa konserwatorska Fundacji przygotowała przeniesienie 10 galerii na piętrze. W 2012 roku zakończono proces przeniesienia całości zbiorów do nowego budynku. W nowej lokalizacji zachowano układ wnętrz taki sam jak w pierwotnej siedzibie. Jednakże nowa siedziba ma duży hol wejściowy i dodatkową przestrzeń na ekspozycje czasowe.

## Kolekcja
W zbiorach galerii znajduje się jedna z najwspanialszych kolekcji dzieł francuskiego impresjonizmu i postimpresjonizmu, w tym duża liczba obrazów Pierre’a-Auguste’a Renoira (181), Paula Cézanne’a (69), Henriego Matisse’a (59). W mniejszej liczbie są dzieła Edgara Degasa (11), Vincenta van Gogha (7), Georges’a Seurata (6), Édouarda Maneta (4) i Claude’a Moneta (4). Bogato reprezentowani są twórcy sztuki współczesnej: Pablo Picasso (46 obrazów), Chaim Soutine (21), Henri Rousseau (18) i Amedeo Modigliani (16).
Poza nimi galeria ma znaczące zbiory malarstwa amerykańskiego (Charles Demuth, William Glackens, bracia Maurice i Charles Prendergast), rzeźby afrykańskiej, sztuki prekolumbijskiej, azjatyckiej, kolekcje średniowiecznych manuskryptów, obrazy dawnych mistrzów (El Greco, Peter Paul Rubens i Tycjan) oraz eksponaty sztuki starożytnej: egipskiej, etruskiej, greckiej i rzymskiej. Reprezentowane jest ponadto europejskie i amerykańskie rzemiosło artystyczne.

### Ker-Feal
Do fundacji Barnesa należy, obok arboretum i galerii w Merion, Ker- Feal, XVIII-wieczny dom farmerski, znajdujący się w Chester Springs (stan Pensylwania), wyposażony przez założyciela fundacji w kolekcje wczesnoamerykańskiej sztuki dekoracyjnej, w tym znaczący zbiór ceramiki osadników pensylwańskich pochodzenia niemieckiego.

## Galeria

### Obrazy Édouarda Maneta

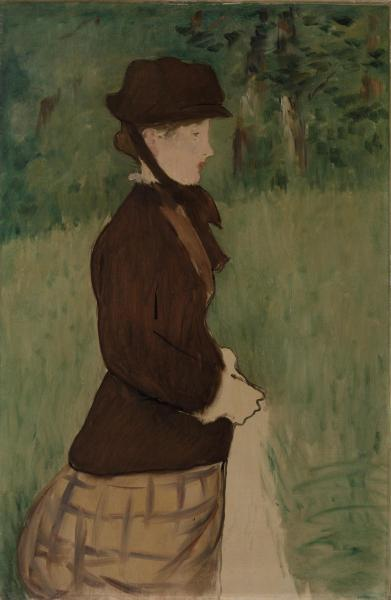
Kobieta spacerująca w ogrodzie (1871)
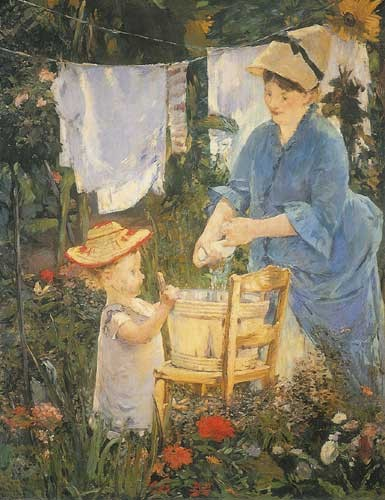
Pranie (1875)
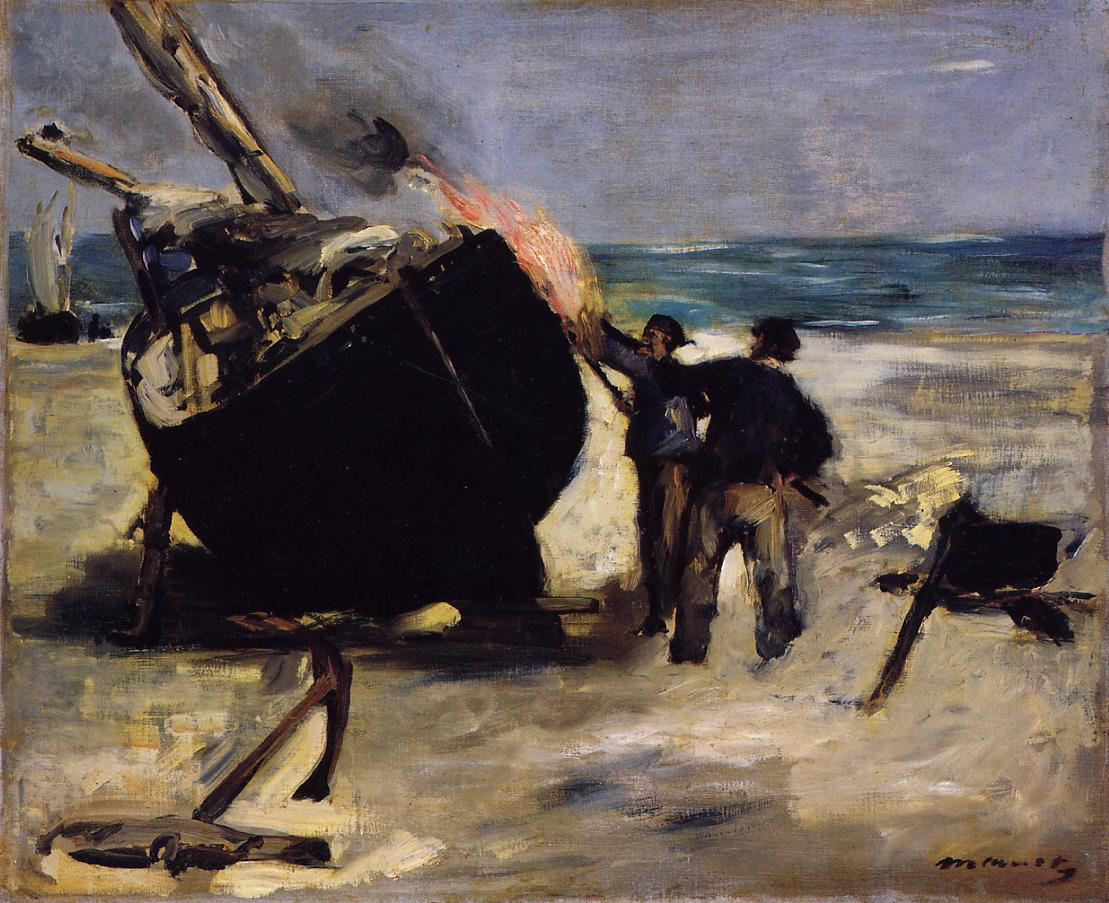
Łódka pokryta smołą (1873)
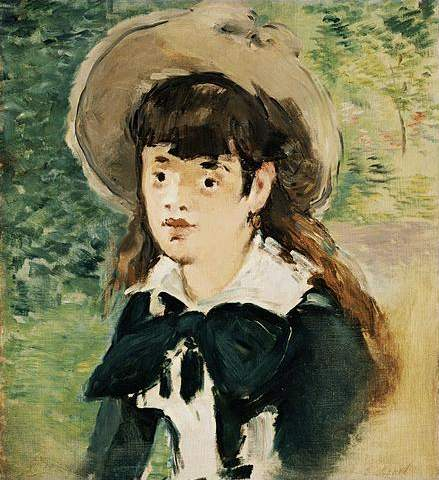
Dziewczynka na ławce (1880)

### Obrazy Auguste’a Renoira

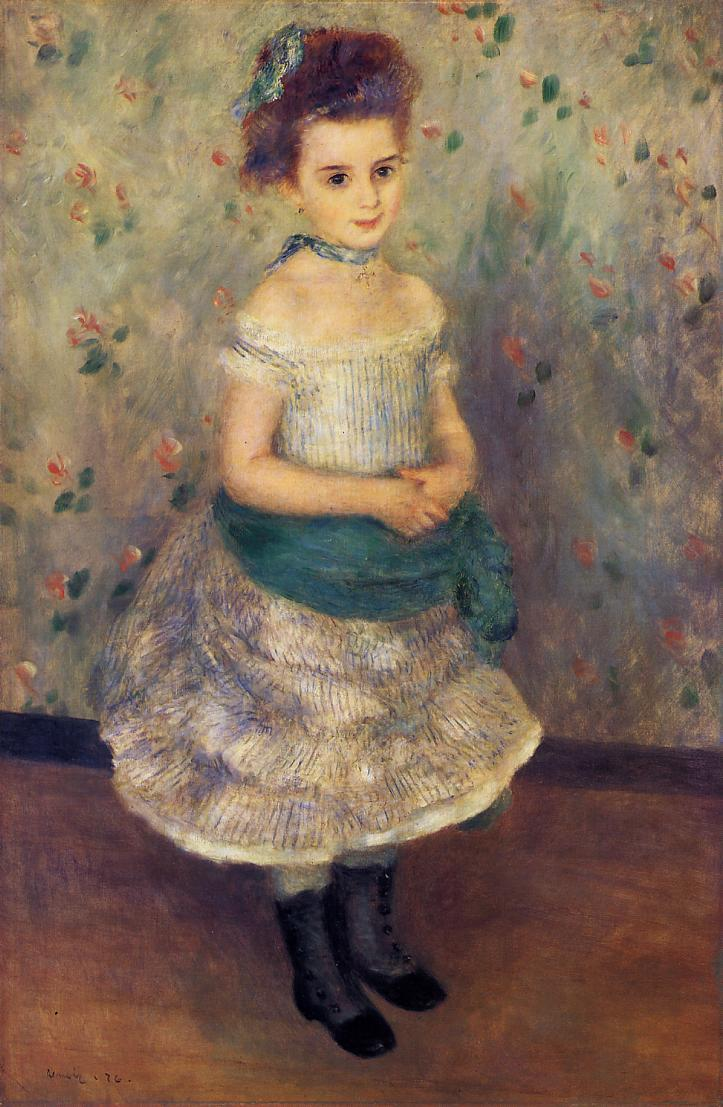
Jeanne Durand Ruel (1876)
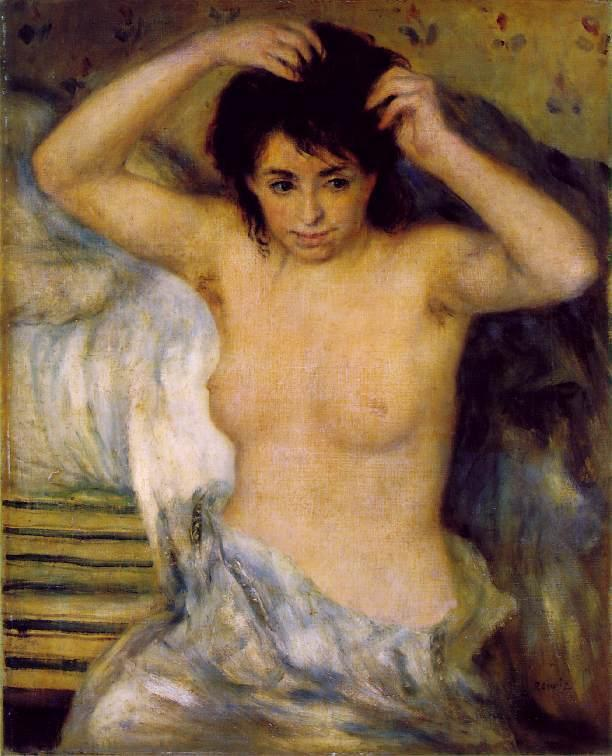
Popiersie kobiety (1873-75)
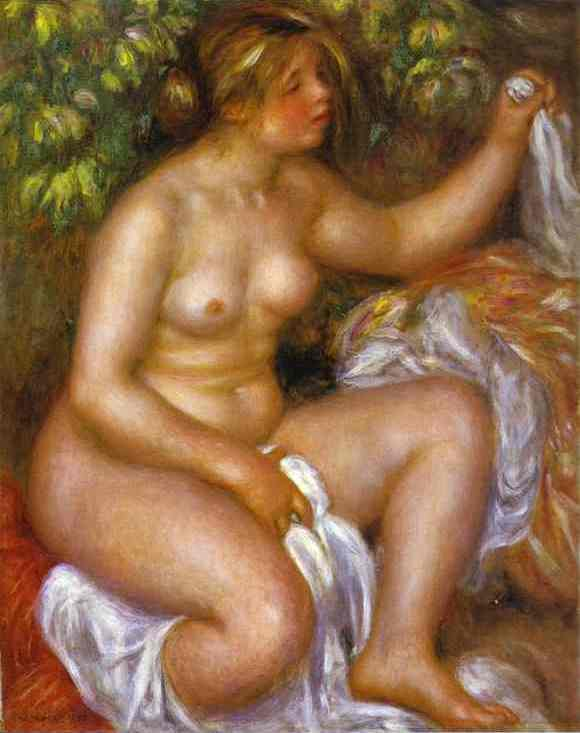
Po kąpieli (1910)
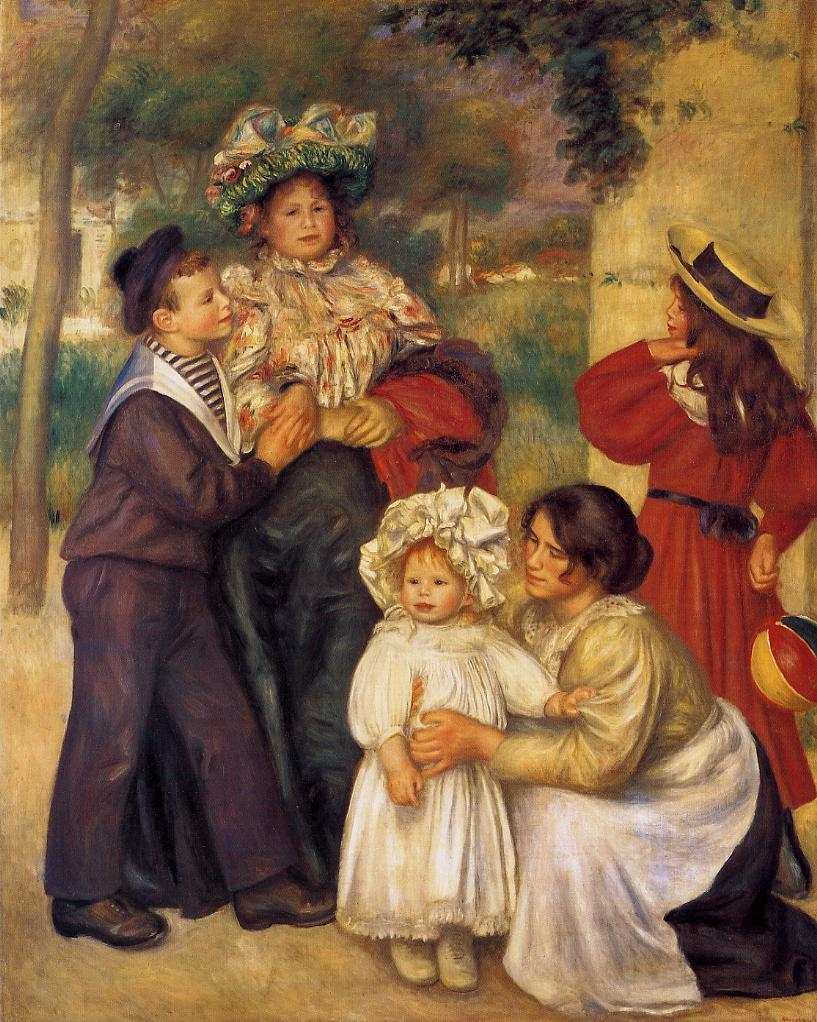
Rodzina artysty (1896)

### Obrazy Paula Cézanne’a

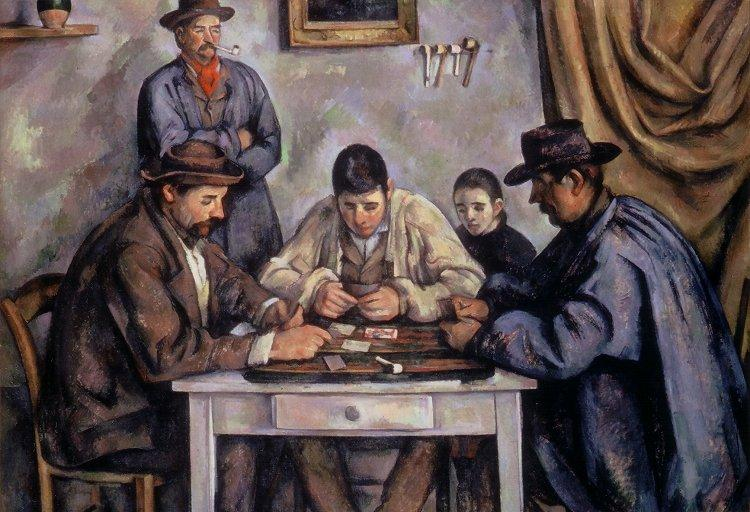
Grający w karty (1890-92)
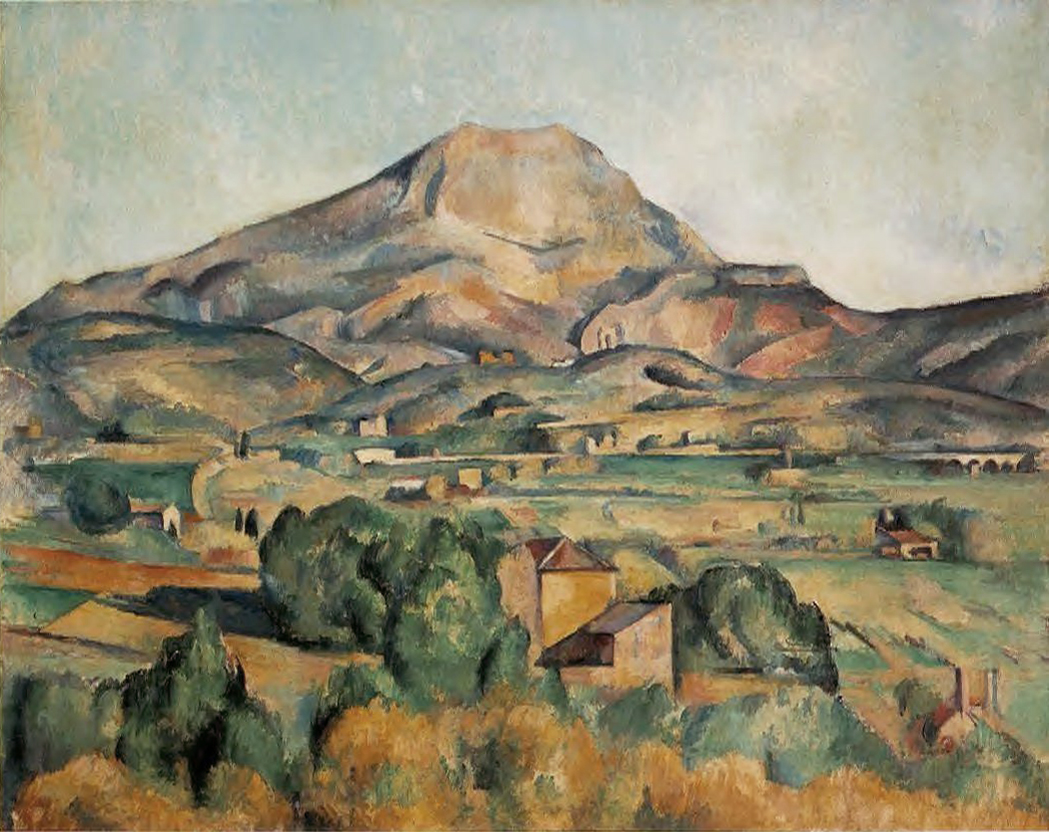
Góra Saint Victoire widziana z Bellevue (1885-95)
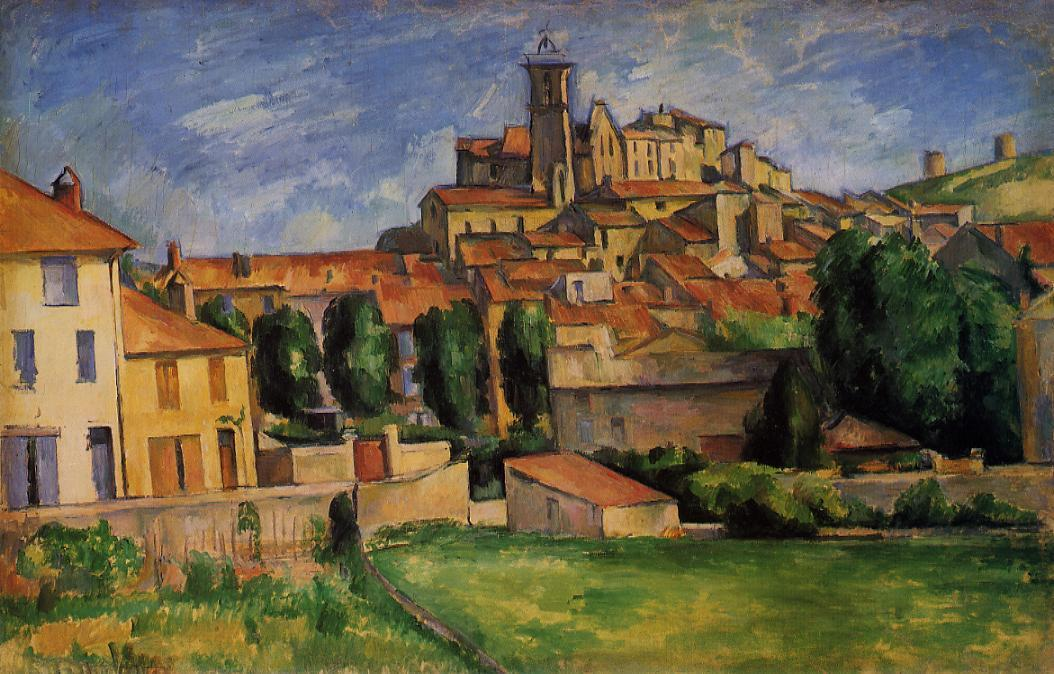
Gardanne (1885-86)
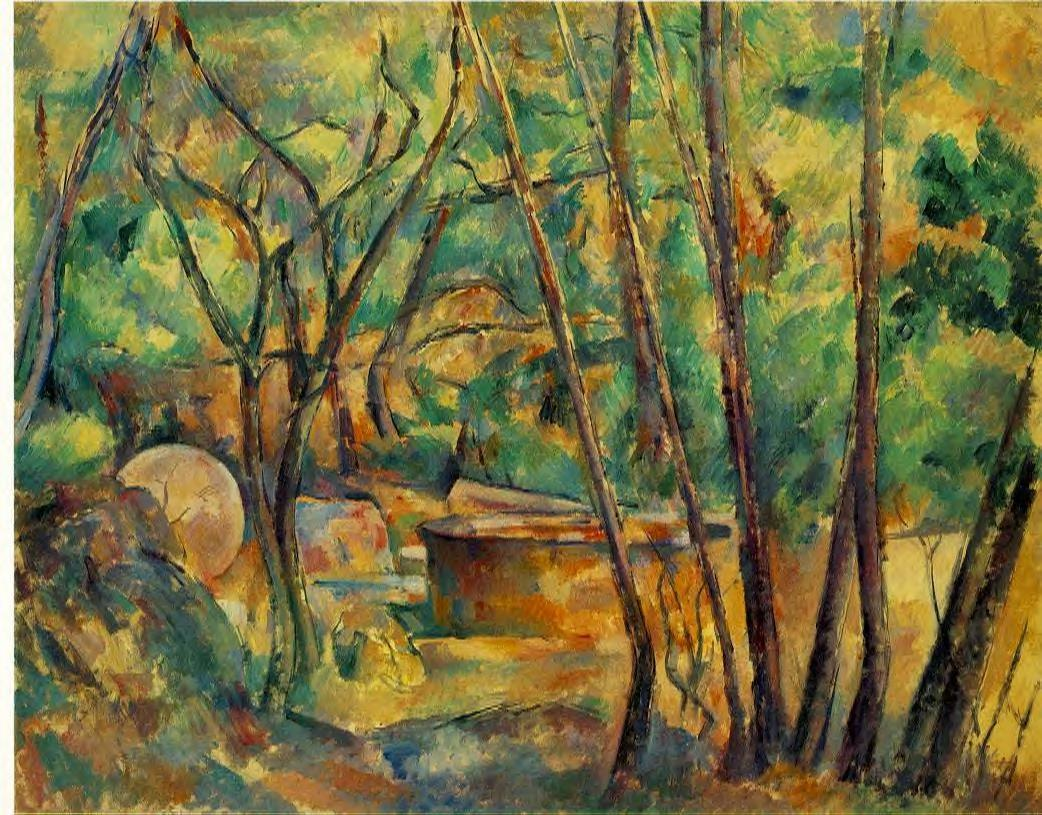
Studnia i cysterna pod drzewami (1892)

### Obrazy Vincenta van Gogha

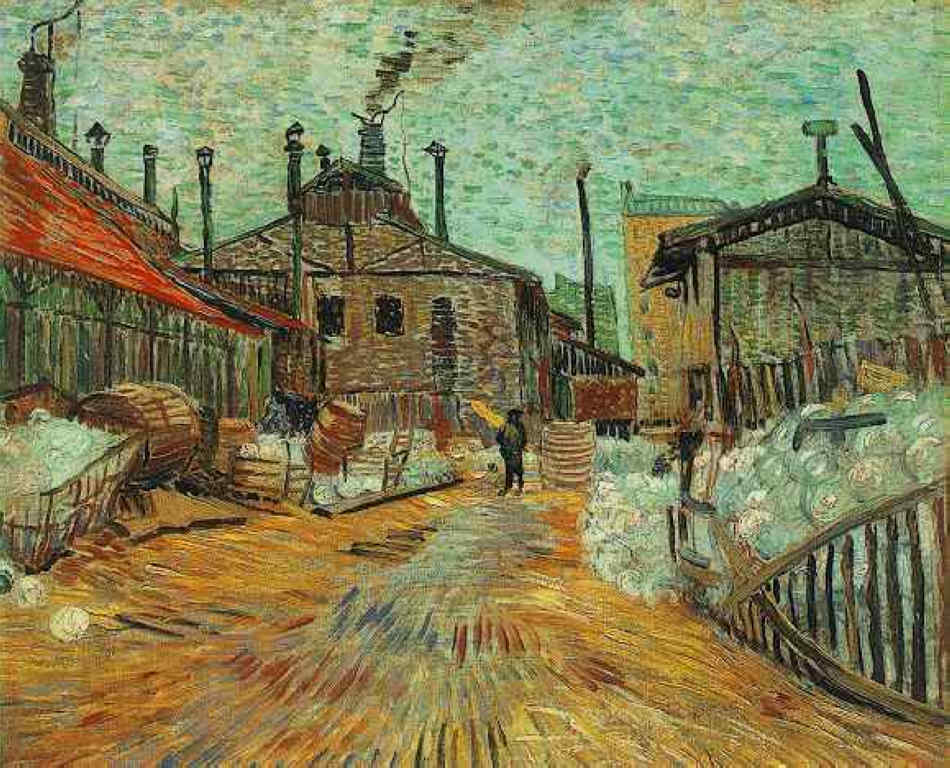
Fabryka w Asnieres (1887)
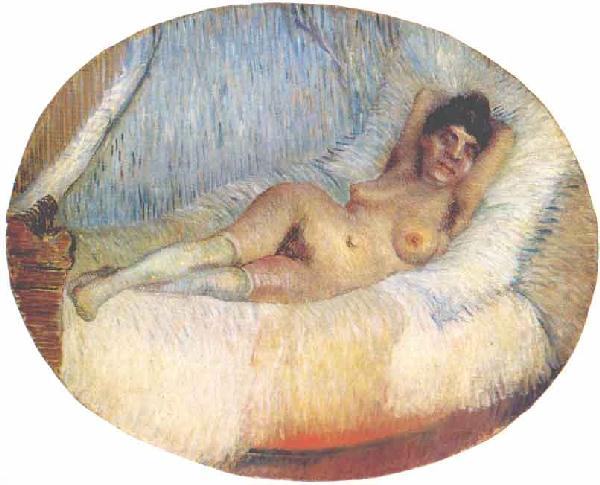
Naga kobieta leżąca na łóżku (1887)
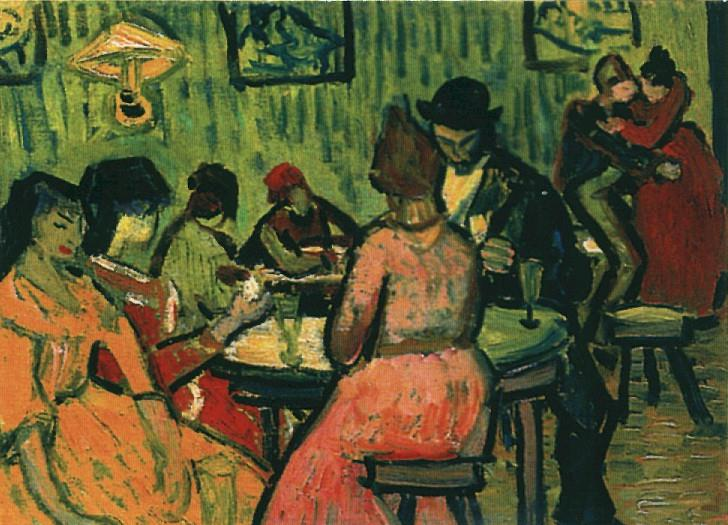
Dom publiczny (1888)
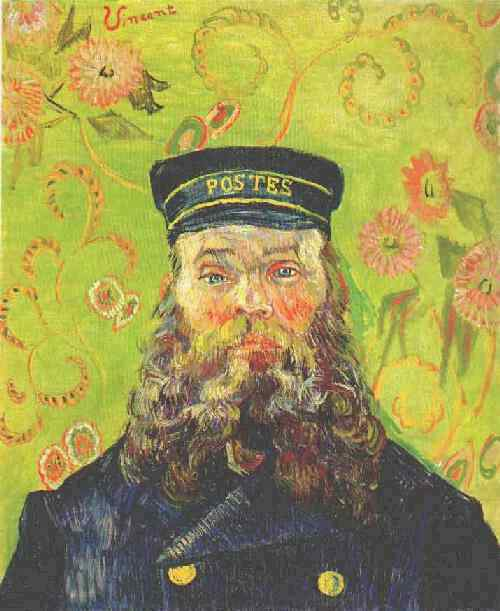
Portret listonosza Józefa Roulina (1889)

### Obrazy Henriego Rousseau

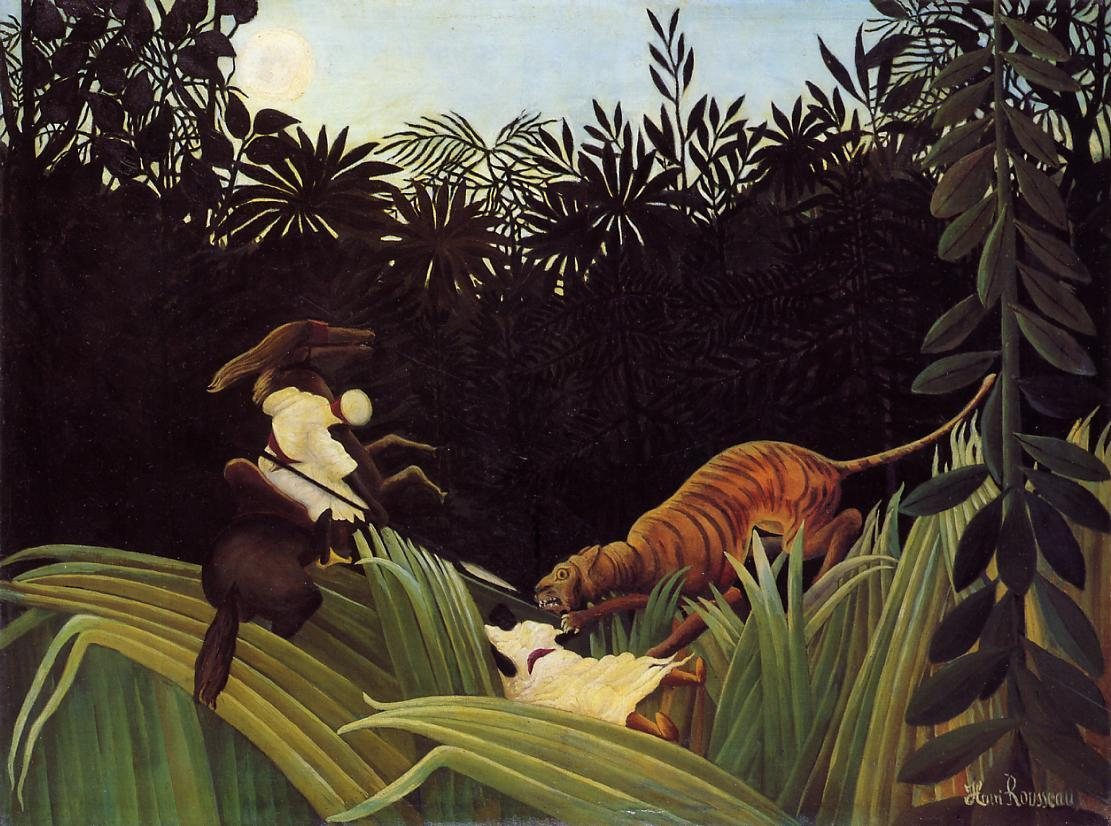
Zwiadowcy zaatakowani przez tygrysa (1904)
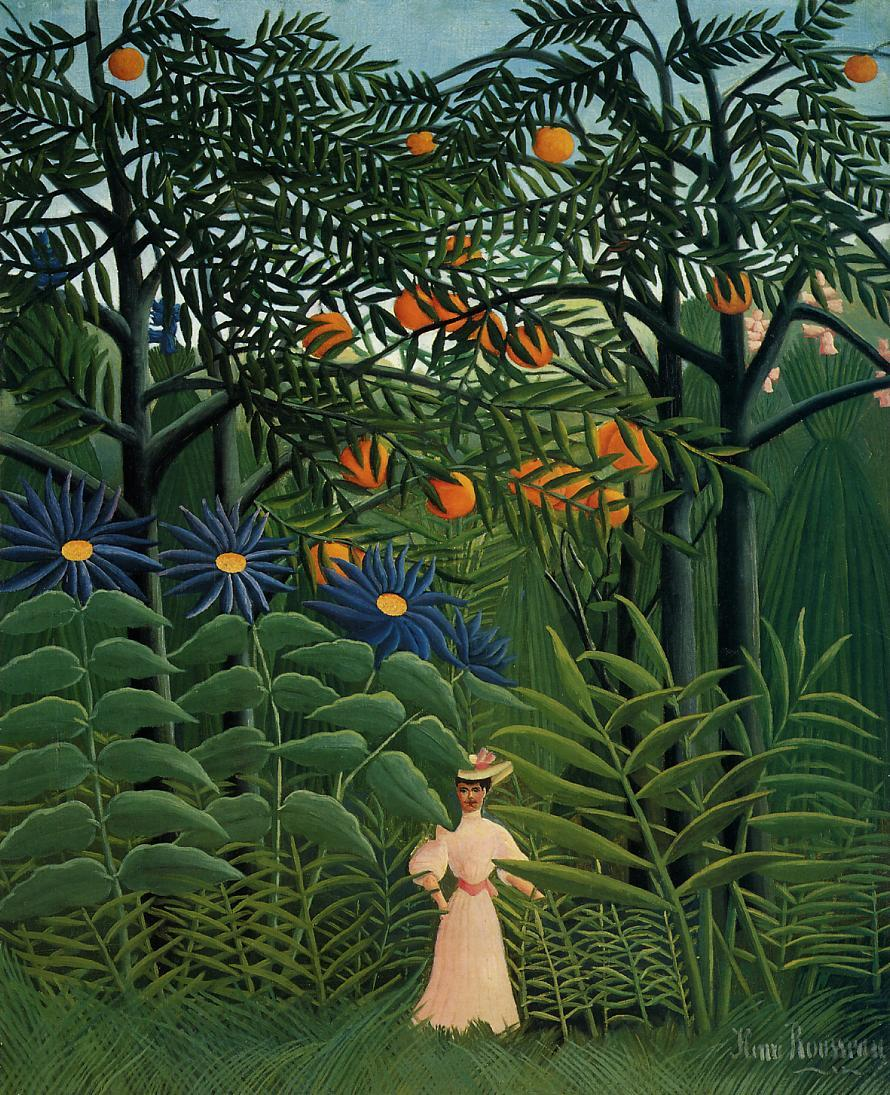
Kobieta spaceruje (1905)
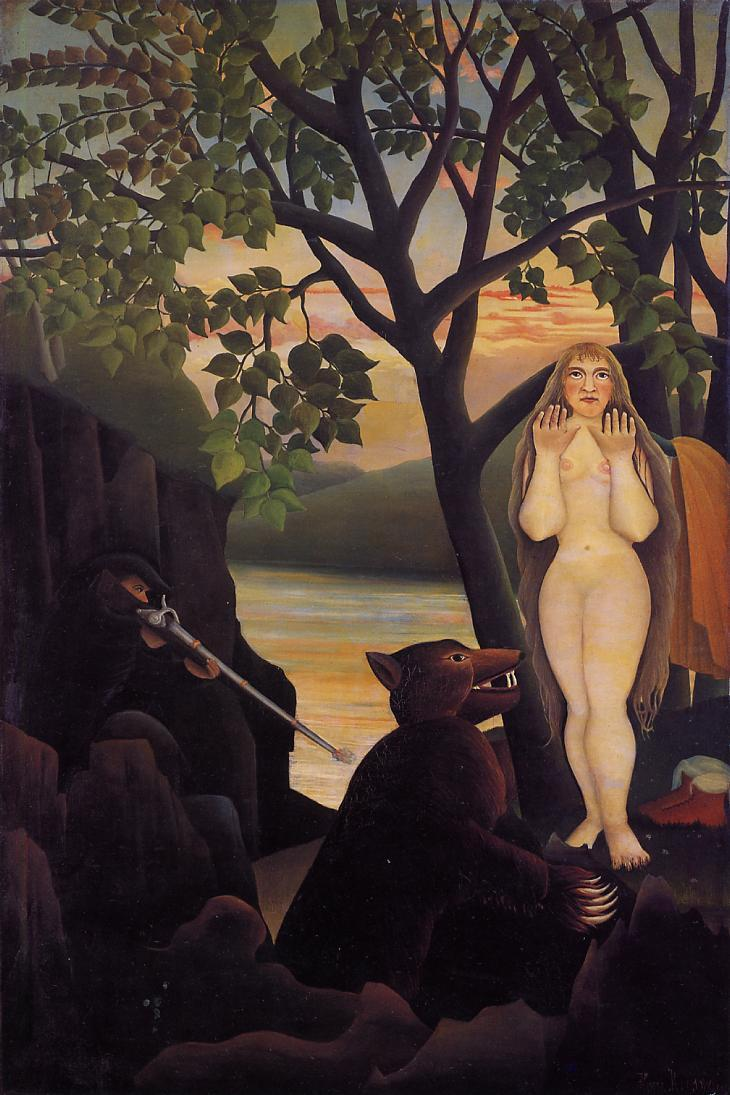
Brzydka niespodzianka (1901)

### Obrazy Amedea Modiglianiego

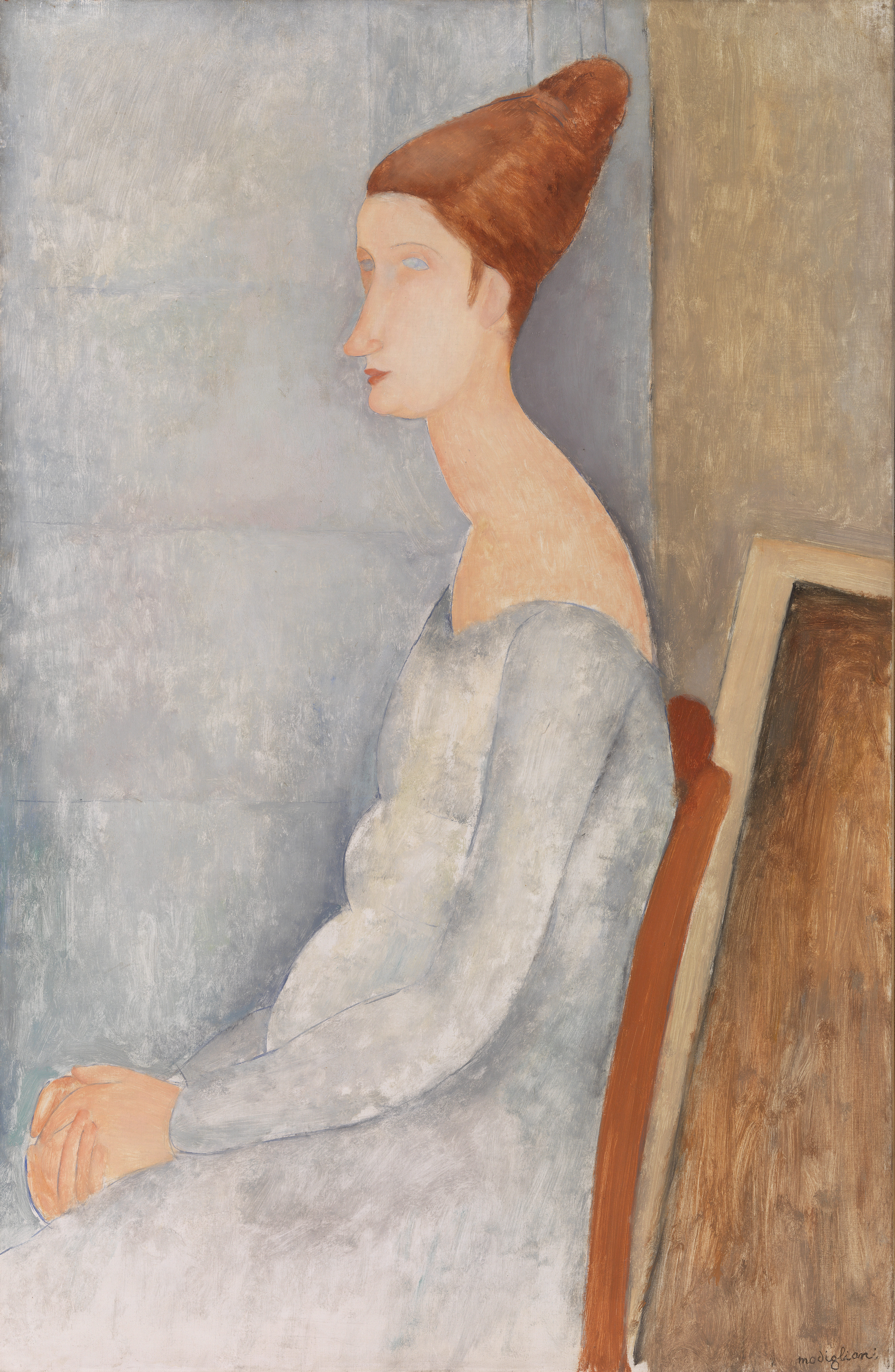
Jeanne Hebuterne z profilu (1918)
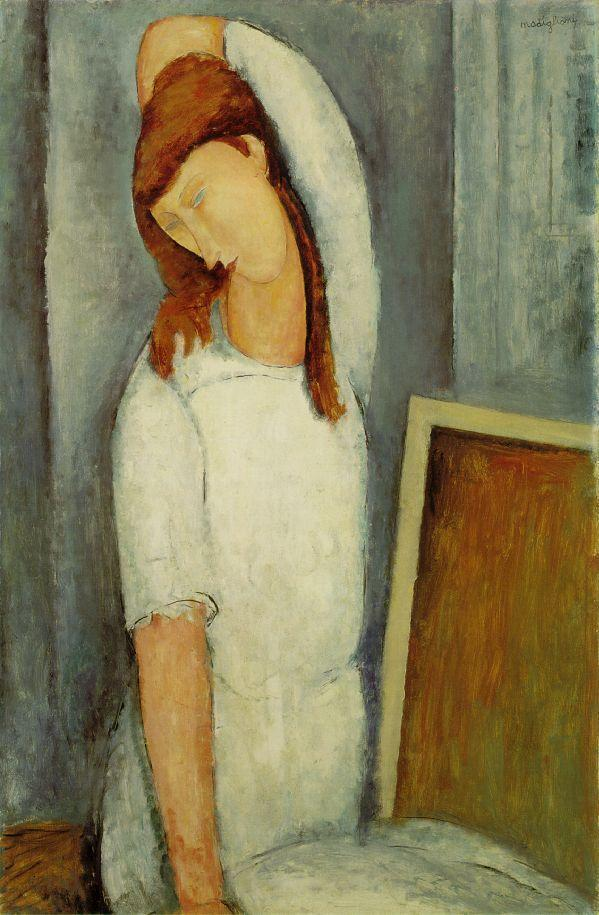
Jeanne Hebuterne (1919)
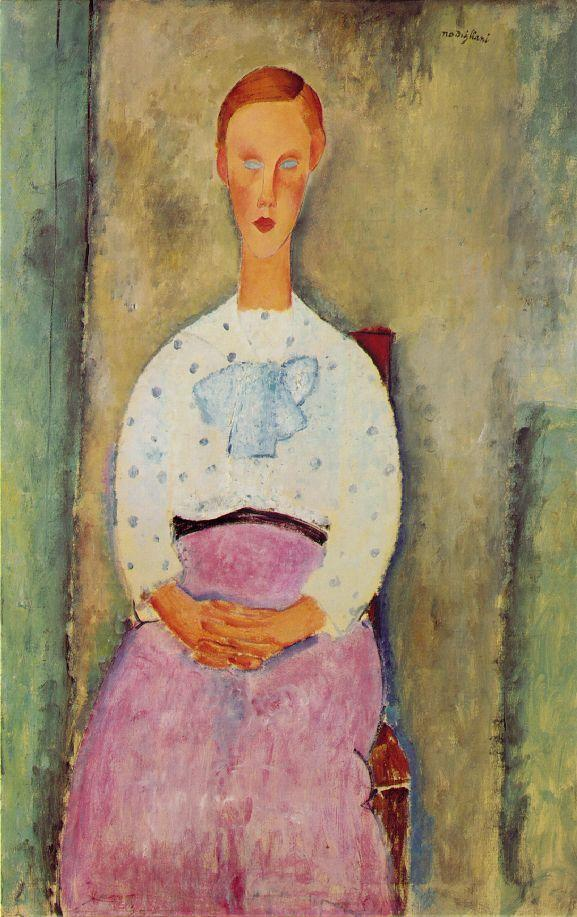
Dziewczyna w bluzce w groszki (1919)